# Лунин, Яков Михайлович
Яков Михайлович Лунин (1899—1948) — старший сержант Рабоче-крестьянской Красной Армии, участник Великой Отечественной войны, Герой Советского Союза (1944).

## Биография
Родился в 1899 году в деревне Бутакова Ирбитского уезда Пермской губернии (ныне — Алапаевский район Свердловской области).
После окончания начальной школы работал в сельском хозяйстве. С 1929 года жил и работал в Оренбурге.
В марте 1942 года Лунин был призван на службу в Рабоче-крестьянскую Красную Армию и направлен на фронт Великой Отечественной войны.
К сентябрю 1943 года гвардии красноармеец Яков Лунин был наводчиком противотанкового ружья 58-го кавалерийского полка 16-й гвардейской кавалерийской дивизии 7-го гвардейского кавалерийского корпуса 61-й армии Центрального фронта. Отличился во время освобождения Черниговской области Украинской ССР и битвы за Днепр. Во время боёв за деревню Выхвостов Лунин лично уничтожил 1 вражеское артиллерийское орудие, а в боях за деревню Ивашковка — ещё 2 пулемёта. В ночь с 26 на 27 сентября 1943 года Лунин одним из первых переправился через Днепр в районе деревни Нивки Брагинского района Гомельской области Белорусской ССР и принял активное участие в боях за захват и удержание плацдарма на его западном берегу. В разгар боя, когда Лунина окружила группа немецких солдат, тот отстреливался от них и, уничтожив около 20 из них, прорвался к своим.
Указом Президиума Верховного Совета СССР «О присвоении звания Героя Советского Союза генералам, офицерскому, сержантскому и рядовому составу Красной Армии» от 15 января 1944 года за «образцовое выполнение боевых заданий командования на фронте борьбы с немецкими захватчиками и проявленными при этом отвагу и геройство» гвардии красноармеец Яков Лунин был удостоен высокого звания Героя Советского Союза с вручением ордена Ленина и медали «Золотая Звезда» за номером 6210.
После окончания войны в звании старшего сержанта демобилизован. Проживал в Оренбурге.
В 1948 году находился на лечении в Москве в больнице имени Боткина. Скоропостижно скончался в Москве от тяжёлой болезни 31 октября 1948 года, похоронен в Москве.
Был также награждён рядом медалей.